# Саксен-Заальфельд
Саксен-Заальфельд (нем. Sachsen-Saalfeld) — эрнестинское герцогство на территории современной федеральной земли Тюрингия.
В 1675 году умер Эрнст I, герцог Саксен-Готский. Его семь сыновей первоначально стали соправителями, поскольку эрнестинцы до этого момента отвергали примогенитуру. По желанию отца дела герцогства вёл старший сын Фридрих I. Попытка держать общий двор в замке Фриденштайн в Готе оказалась неудачной, и в 1680 году наследство было поделено между семью братьями. Иоганну Эрнсту досталась часть герцогства с городом Заальфельд.
В 1699 году скончался, не имея детей, другой сын Эрнста I — Альбрехт Саксен-Кобургский. Иоганн Эрнст предъявил права на наследство старшего брата, вступив тем самым в длительную тяжбу с другим братом, Саксен-Мейнингенским герцогом Бернхардом I. Спор был разрешён в 1735 году, когда по решению императора Карла VI основная часть герцогства Саксен-Кобург была передана герцогству Саксен-Заальфельд, в результате чего образовалось герцогство Саксен-Кобург-Заальфельд.

## Правители
- Иоганн Эрнст (1680—1729)
- Кристиан Эрнст (1729—1735)